# Roberto Formigoni

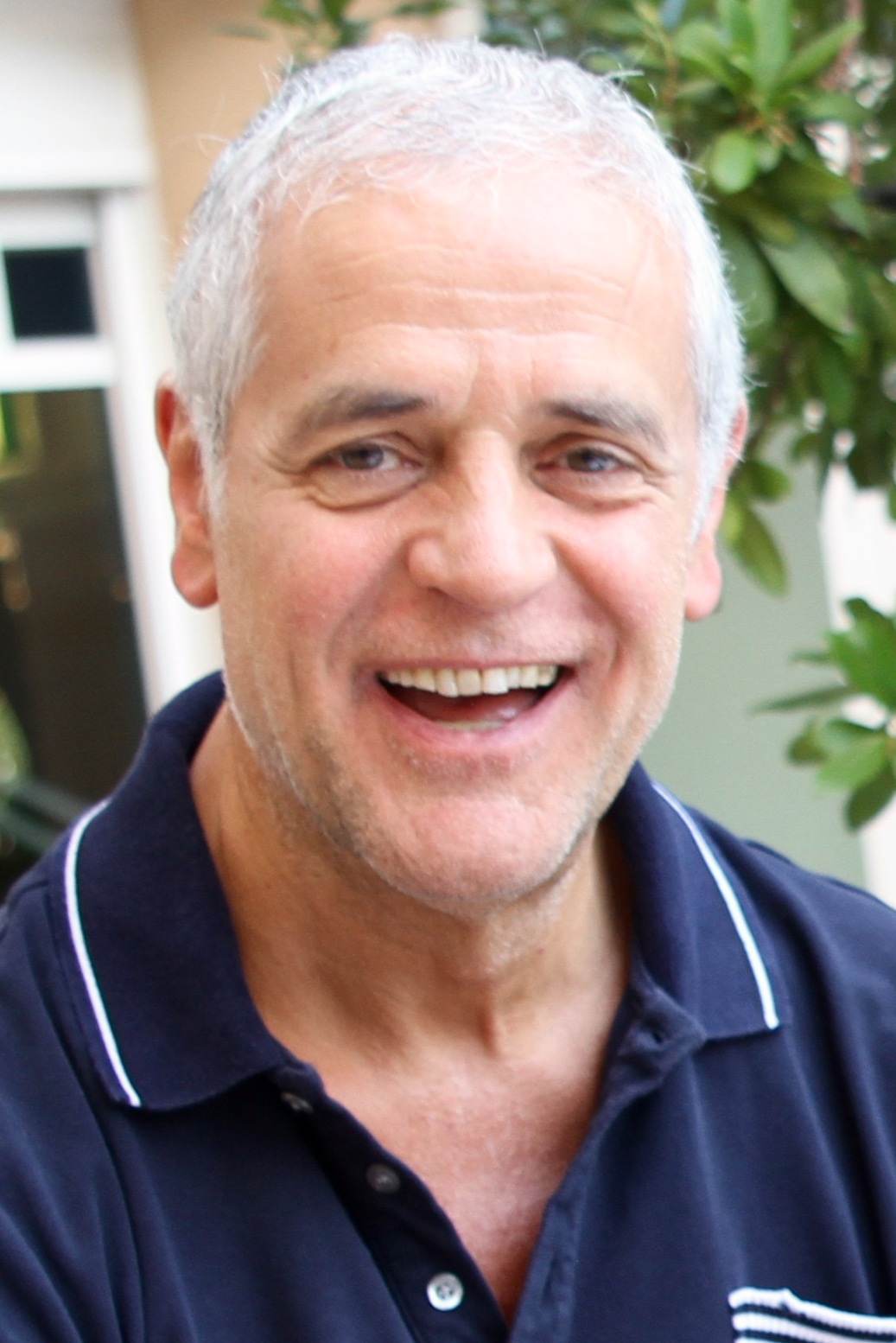
Roberto Formigoni (2012)

Roberto Formigoni (ⓘ; * 31. März 1947 in Lecco) ist ein italienischer Politiker. Er war von 1995 bis 2013 Präsident der Region Lombardei. Von 2013 bis 2018 war er Senator. Er gehörte zunächst den Christdemokraten, ab 1998 Berlusconis Forza Italia an (2008 bis 2013 Popolo della Libertà). Dann schloss er sich Nuovo Centrodestra an. Aufgrund einer Verurteilung wegen Korruption verbüßt er seit Februar 2019 eine Gefängnisstrafe.

## Leben

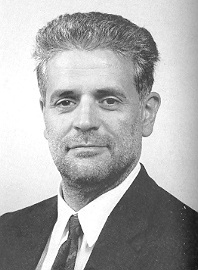
Formigoni im Jahr 1994

Formigoni studierte Philosophie und Wirtschaftswissenschaften in Mailand und Paris. Politisch seit 1973 aktiv, wurde er 1984 als Abgeordneter der Democrazia Cristiana (DC) ins Europäische Parlament gewählt, dessen Vizepräsident er nach seiner Wiederwahl im Jahr 1989 wurde. Ins italienische Parlament zog er erstmals 1987 ein. Von 1993 bis 1994 hatte er den Posten eines Staatssekretärs im Umweltministerium inne.
Nach der Auflösung der DC schloss sich Formigoni 1994 der Partito Popolare Italiano (PPI) an. Als diese bei den Regionalwahlen im April 1995 in einem Mitte-links-Bündnis mit der postkommunistischen PDS antrat, wechselte Formigoni ins von Silvio Berlusconi unterstützte Mitte-rechts-Lager (Polo per le Libertà) und wurde für dieses – erstmals bei Regionalwahlen durch eine Direktwahl des Präsidenten – mit 41,1 % zum Präsidenten der lombardischen Regionalregierung gewählt. Am 23. Juli 1995 schloss er sich den von der PPI abgespaltenen Cristiani Democratici Uniti (CDU) unter Rocco Buttiglione an, verließ aber 1998 die Partei und wurde Mitglied der Forza Italia Berlusconis. In seiner ersten Amtszeit kümmerte er sich besonders um das Gesundheitswesen der Region und öffnete es für private Anbieter von Gesundheitsdienstleistungen.
Im Jahr 2000 bestätigten ihn die Wähler mit 62,5 Prozent der Stimmen. In seiner zweiten Amtszeit lagen die Schwerpunkte u. a. auf der Umweltpolitik, dem Verkehrswesen, der Reform der regionalen Verwaltung und der Außenstelle der Mailänder Messe. Im April 2005 wurde Roberto Formigoni mit 53,4 % der Stimmen für eine dritte Amtszeit wiedergewählt. Formigonis „rechte Hand“ Marco Giulio Mazarino De Petro, der für ihn Geschäfte mit dem Irak unter Saddam Hussein abgewickelt hatte, wurde 2006 wegen Schmiergeldzahlungen im Rahmen des Öl-für-Lebensmittel-Programms verurteilt. Im Zuge dieses Prozesses verleumdete Formigoni einen Staatsanwalt, wofür er Jahre später zu einer Entschädigungszahlung von 40.000 Euro verurteilt wurde.
Formigoni setzte sich maßgeblich für den Bau des 2007–10 errichteten Palazzo Lombardia ein, mit 161 Metern Höhe einer der höchsten Wolkenkratzer Italiens, in dem seither auch die Regionalregierung der Lombardei sitzt. Ab 2009 war er Mitglied der Mitte-rechts-Partei Il Popolo della Libertà (PdL), in der Forza Italia aufging. Innerhalb von Forza Italia bzw. PdL war Formigoni Sprecher des christdemokratischen Flügels Rete Italia mit engen Beziehungen zur katholischen Laienbewegung Comunione e Liberazione. Im März 2010 wurde er mit 56,1 % der Stimmen für eine vierte Amtszeit bestätigt.
Vor dem Hintergrund verschiedener Skandale und Koalitionsquerelen beendete Formigoni seine Amtszeit als Präsident der Region Lombardei vorzeitig und kandidierte bei den Parlamentswahlen in Italien 2013, bei denen er dank eines sicheren Listenplatzes in den Senat einzog. Er stand dort dem Landwirtschaftsausschuss vor. Im September 2013 wandte er sich gegen Berlusconis Versuch, das Kabinett Letta durch ein Misstrauensvotum scheitern zu lassen. Bei der Spaltung der PdL im November 2013 schloss er sich der Partei Nuovo Centrodestra unter Führung des Innenministers und Vizepremiers Angelino Alfano an, die weiterhin Teil der Regierungskoalition war. Ende 2017 wechselte er abermals die Partei und schloss sich Noi con l’Italia (geführt von Raffaele Fitto und Maurizio Lupi) an. Nach der Parlamentswahl 2018 schied er aus dem Senat aus.
Am 22. Dezember 2016 wurde Formigoni im sogenannten San Raffaele-Maugeri-Prozess wegen Korruption zu sechs Jahren Haft verurteilt, nachdem er am 15. April 2016 bereits eine Strafe von neun Jahren erhalten hatte. Im Berufungsverfahren wurde das Strafmaß auf siebeneinhalb Jahre – die Höchststrafe für dieses Delikt – angehoben. Formigoni hatte nach Überzeugung des Gerichts Geld, eine Jacht, exklusive Reisen und Essen in Sternerestaurants von den Betreibern der Privatkrankenhäuser San Raffaele in Mailand und Maugeri in Pavia angenommen. Diese erhielten im Gegenzug von der Regionalregierung öffentliche Mittel in Höhe von jeweils über 100 Millionen Euro. Am 21. Februar 2019 verurteilte der italienische Kassationshof, das oberste Gericht Italiens, Formigoni für dieses Delikt letztinstanzlich zu einer Freiheitsstrafe von fünf Jahren und zehn Monaten. Deshalb ist er seit dem 22. Februar 2019 im Gefängnis von Bollate bei Mailand inhaftiert.